# Hiéroglyphe égyptien D41
Le hiéroglyphe égyptien D41 (bras fléchi paume vers le bas) est classifié dans la section D « Parties du corps humain » de la liste de Gardiner ; il y est noté D41.

## Représentation
Il représente un bras tendu, coude rentré. Il est translittéré nj.

## Utilisation
C'est un phonogramme bilitère ou complément phonétique de valeur nj.
C'est un déterminatif du champ lexical du bras et des actions relatives à son utilisation ainsi qu'à la cessation de mouvements.

## Exemples de mots
| g | b | bA | A | D41 |

| g | b | bA | A | D41 |

| r · q | D41 |

| r · q | D41 |

| n · i · w | G34 |

| n · i · w | G34 |